# تاریان (مجارستان)
تاریان (به مجاری:  Tarján) یک شهرداری در مجارستان است که در ناحیه تاتابانیا واقع شده‌است. تاریان ۴۳٫۰۷ کیلومتر مربع مساحت و ۲٬۸۰۴ نفر جمعیت دارد.